# Stellidia nactistellaria
Stellidia nactistellaria là một loài bướm đêm trong họ Erebidae.